# Kolonia (Dzierżysławice)
Kolonia – część wsi Dzierżysławice w Polsce położonej w województwie opolskim, w powiecie prudnickim, w gminie Głogówek. Historycznie leży na Górnym Śląsku, na ziemi prudnickiej.
W latach 1975–1998 miejscowość należała administracyjnie do ówczesnego województwa opolskiego.

## Historia
Podczas powodzi we wrześniu 2024 miejscowość została zalana.

## Transport
W rejonie miejscowości przebiega linia kolejowa nr 137 łącząca Katowice z Legnicą przez Gliwice, Kędzierzyn-Koźle, Prudnik, Nysę, Świdnicę i Strzegom. Najbliższa stacja kolejowa znajduje się w Głogówku.